# Bolshögs landskommun
Bolshögs landskommun var en tidigare kommun i dåvarande Kristianstads län.

## Administrativ historik
Kommunen bildades i Bolshögs socken i Järrestads härad i Skåne när 1862 års kommunalförordningar trädde i kraft. 
Vid kommunreformen 1952 uppgick kommunen i Tommarps landskommun som 1969 uppgick i Simrishamns stad som 1971 ombildades till Simrishamns kommun.

## Politik

### Mandatfördelning i Bolshögs landskommun 1942-1946
| 8 | 7 |

| 14 |

| 7 | 8 |

| 13 |